# Один
Вотан пренасочва насам.  За германската отбранителна линия през Втората световна война вижте Линия „Пантер – Вотан“.
Один е върховният бог в митологията на германите. Повелител на небето и справедливата война, следи за справедливостта. Баща на Тор, Тир, Балдур и други богове.
Один, върховният бог, седял на трона си в най-великолепната зала на Валхала със златен шлем и в златна броня. В него съжителствали силата и мъдростта, изкуството на поезията и силата на властта. Според митовете той създал човешките закони, наредил жертвоприношенията и по негова заповед валкириите водели във Валхала падналите в боя герои, където те ще пируват заедно с Один до края на света – Рагнарьок, когато ще излязат на последен бой рамо до рамо с боговете срещу Локи и слугите му.
Один седял на златен трон и държал в ръката си направено от джуджета копие, наречено Гунгнир, което при всяко хвърляне безпогрешно улучвало целта. Осмокракият му кон Слейпнир можел да го пренесе в боя по-бързо от вятъра. На лявото и дясното рамо на Один са кацнали по един черен гарван – Хугин и Мунин, мисълта и паметта. Один пращал всяка сутрин своите птици и те обикаляли целия свят и донасяли новини за съдбата на народите. До Один седели вълците Гере и Фреке (също изписвано Гери и Фреки), на които давал цялата си храна, от която самият той нямал нужда.
Когато настъпи Рагнарьок и Локи нападне Асгард, Один ще се сражава с чудовищния вълк Фенрир, който ще го погуби, ала синът му Видар ще отмъсти за него, убивайки звяра. Епитети на Один са Гриймнир, Харбард, Вератюр, Хериан, Хелблинди, Фарматюр, Свидур, Свидрир, Хар, Ямнхар, Триди, Свасидур, Билаюгур, Тудур, Тундур и много други.

## Произход
Один е известен под различни имена според географските региони: англосаксонското Wōden и старото горногерманско Wotan, които произхождат от протогерманската дума Wōðinaz или Wōðanaz. Името се свързва с думата „oðr“, която означава „ярост, възбуда“ и освен това „ум“, „поезия“. Както и името, култът към Один води началото си от протогерманския паганизъм. Тацит се отнася към Один като към Психопомп – „онзи, който предвожда душите“. Латинското dies Mercurii („денят на Меркурий“) е всъщност ранногерманският превод „Woden's day“ или по-късното Wednesday – сряда. Юлий Цезар споменава Меркурий като върховен бог в религията на келтите. Друг паралел е между Один и келтския бог Луг. Той се изразява в тяхната същност на богове на ума, владеещи магията и поезията. Но Один е също и богът – пътешественик, той е богът с много лица, които проявява в търсене на истината.
В поетическите Еди Один се споменава като един от синовете на Бьор и Бестла, които създават Мидгард (Средната земя) от морето, както и първите хора – Аск и Ембла. Тук се споменава за войната на аси и вани, оцелелите от които впоследствие описват делата на Один. В своята реч Хавамал богът разказва за откриването на руните и мъдростта, която те крият, след като сам окачил себе си на световното дърво Игдрасил за девет дни и девет нощи, прободен със собственото си магическо копие. Едно от имената на Один е Иг (Ygg), а Игдрасил (Yggdrasil) би трябвало да значи Конят на Один. А някои учени изказват хипотезата, че ритуалът по провесване на дървото е повлияло върху историята за Разпятието на Христос.
Според Прозаичната Еда Один обитава в Асгард. Местата, свързани с Один са: Гладсхейм (Gladsheim) – залата, откъдето той управлява делата на Средната земя или земята на хората; Валаскялф (Valaskjálf) – неговият дворец, построен от солидно сребро; Хлидскялф (Hlidskjalf) – неговият трон, от който можел да наблюдава какво се случва по цялата земя; Валхала – залата на падналите в битка воини, чиито души наричали Ейнхерии (Einherjar).

## Владетел на асите
В своята Сага за Инглингите Снори Стурлусон разказва за живота и делата на Один, предводителят на Асите, който като голям воин бил извършил много завоевателни походи, покорявайки за народа си многобройни земи. Наред с храбростта си Один притежавал и знания и мъдрост, а и можел да вижда в бъдещето, затова знаел, че мисията му е да заведе народа си в северните страни, в Скандинавието, където хората му ще се заселят. Затова той оставил братята си Ве и Виле да управляват обширните му имения и заминал с много воини на далечен поход. Воините му го боготворели и му имали пълно доверие. Один се отправил отначало на изток към Гардарики (земите на дн. Русия), после на юг към Саксландия, където завоювал една голяма територия и оставил синовете си да я управляват. След това тръгнал на север към морето и спрял на острова, който в негова чест бил наречен Одинсьой (в превод „Островът на Один“, а днес мястото се нарича Оденсе). След известно време, когато разбрал, че на изток има хубава земя, Один поел с хората си натам и при езерото Меларен (дн. в Швеция) построил голямо капище, където според обичая на асите извършил жертвоприношение. Той покорил цялата страна и я нарекъл Сигтюна, а на жреците и воините си раздал земя.
Заварените местни племена нямали достатъчно войска, за да се противопоставят на асите. Снори Стурлусон описва така страшните воини на Один: „Разярени като вълци, те били силни като великани, борели се като мечки, хапели, убивали всичко живо и нито огън, нито стомана можели да ги наранят – наричали ги берсерки.“
Один наложил в новозавладените земи законите на асите. Той предал уменията си на жреците и бил много почитан като хората започнали да правят жертвоприношения в негова чест и в чест на дванадесетте главни жреци, наричайки ги богове. Между другото според Снори Стурлусон Один издал и закон да се изгарят мъртъвците заедно с всичко, което притежават като казвал, че всеки мъж ще отиде във Валхала с богатството, което е взел със себе си на кладата. В памет на знатните мъже се правели каменни могили-гробници, а в памет на безстрашните воини се поставяли надгробни менхири и този обичай се запазил дълго.
Когато Один се разболял и почувствал, че е дошъл сетният му час, той обявил, че всички мъже, загинали в бой, ще му служат отново в отвъдното. Шведите повярвали, че смелите сред тях той ще посреща във Валхала. Също така Снори Стурлусон съобщава, че Один често се явявал на шведските воини преди големи битки.
Один оставил много синове. Според Сага за Инглингите след смъртта на Один владетел на шведите станал Ньорд.